# Omaggio alla Catalogna
Omaggio alla Catalogna (Homage to Catalonia) è il personale resoconto di George Orwell, scritto in prima persona, della guerra civile spagnola. La prima edizione è stata pubblicata nel 1938, mentre la guerra civile non era ancora terminata, dopo essere rimasto in Spagna dal dicembre 1936 al giugno 1937. La prima e unica traduzione pubblicata durante la vita di Orwell fu quella italiana, nel dicembre del 1948. Una traduzione francese, condotta da Yvonne Davet tra il 1938 e 1939, fu pubblicata soltanto cinque anni dopo la morte dell'autore. Quest'ultima si è rivelata molto importante: infatti grazie allo scambio di lettere tra Orwell e la traduttrice francese Yvonne, sono emerse tutta una serie di note inerenti errori ed eventuali modifiche da apportare al testo nel caso di una ristampa. Con la seconda ristampa, quelli che erano inizialmente i capitoli V e XI (parti meno narrative riguardanti la politica) vennero fatti diventare rispettivamente Appendice I e II.

## Riassunto dell'opera
Si deve tenere conto che il seguente riassunto è quello della seconda edizione del libro che ha subito alcune modifiche: due capitoli (precedentemente il quinto e l'undicesimo), che descrivevano i partiti spagnoli del Fronte Popolare e i loro contrasti, sono stati spostati in due appendici. Orwell riteneva che in questo modo il lettore avrebbe potuto ignorarli nel caso non fosse interessato alla scena politica spagnola; lo scrittore pensava che essi fossero fuori luogo tra capitoli narrativi.

### Capitolo uno
Nel primo capitolo Orwell descrive l'atmosfera rivoluzionaria di Barcellona affermando che la città appariva completamente nelle mani dei lavoratori. Un gran numero di attività commerciali erano state collettivizzate e gli anarchici (rappresentati dal Confederación Nacional del Trabajo o CNT e dalla Federación Anarquista Ibérica o FAI) avevano preso il controllo, l'uso di dare la mancia era stato proibito dai lavoratori stessi e forme servili come "Señor"
o "Don" non erano più usate. Continua parlando del tempo trascorso nella caserma "Lenin", dove i miliziani ricevevano un addestramento, descritto dall'autore come inutile e quasi "comico" a causa della mancanza di disciplina, di equipaggiamenti, e di ufficiali preparati all'arte della guerra.
Nel resto del capitolo descrive i suoi problemi di comunicazione con gli altri membri della "centuria" di cui fa parte, descrive i difetti dei miliziani del POUM, lamentandosi della tendenza degli spagnoli a rimandare qualsiasi cosa a "mañana" (cioè domani) e della loro mancanza di puntualità, anche se nel contempo ne apprezza la benevolenza e la generosità.

### Capitolo due
Orwell arriva ad Alcubierre (nel gennaio del 1937), dove è testimone delle squallide condizioni aggravate dalla vicinanza del villaggio al fronte. Poi menziona l'arrivo di vari disertori fascisti e descrive con precisione le insufficienti, vecchie e difettose armi che ricevono al fronte. Il capitolo termina con l'arrivo della sua centuria alle trincee presso Saragozza.

### Capitolo tre
Il terzo capitolo inizia con la descrizione della banalità della guerra di trincea (“c'era soltanto quel misto di noia e scomodità”) e delle esplorazioni del territorio tra le linee nemiche, compiute strisciando nascosti dalla nebbia o dall'oscurità notturna. Successivamente apprezza le milizie del POUM per la loro rivoluzionaria organizzazione: erano composte da volontari e quindi combattevano per loro stessi e per i loro comuni fini, la retribuzione, le condizioni di vita in guerra e le uniformi erano le stesse sia per i soldati semplici che per gli ufficiali, gli appartenenti a diversi gradi potevano interagire e discutere apertamente tra loro. Questo tipo di organizzazione, nonostante portasse a problemi di efficienza e perdite di tempo, garantiva comunque un notevole numero di volontari, una bassa percentuale di diserzioni e una sufficiente disciplina. Questo tipo di organizzazione rimase fino alla fine del 1937, quando venne sistematicamente eliminata dal governo controllato dai comunisti.
Nel resto del capitolo vengono descritti i vari problemi al fronte, quali la mancanza di legna, tabacco e munizioni decenti, così come i pericoli derivanti da incidenti dovuti alla insufficiente esercitazione e dalla pessima qualità delle armi.

### Capitolo quattro
Nel quarto capitolo Orwell si unisce a un contingente di inglesi appartenenti all'Independent Labour Party (partito inglese corrispondente allo catalano POUM; Orwell era un simpatizzante dell'ILP) a Monte Trazo presso Saragozza. In questa posizione Orwell nota le urla di propaganda tra le trincee fasciste e socialiste e viene a conoscenza della caduta di Malaga. A febbraio è inviato con altri miliziani a Huesca; egli cita il motto “Domani prenderemo un caffè a Huesca”, detto all'inizio da un generale del governo che tenterà di compiere uno degli attacchi falliti alla città.

### Capitolo cinque
Orwell si lamenta che nella parte a est di Huesca, dove si trova, non sembra succedere mai niente, tranne l'inizio della primavera e, con questa, la conseguente infestazione di pidocchi e piattole. Viene ricoverato in un (“cosiddetto”) ospedale a Monflorite per dieci giorni alla fine di marzo per un ascesso alla mano. In seguito descrive dei ratti “che erano davvero grossi come gatti, o poco ci mancava” (nel suo famoso “1984”, il protagonista ha la fobia dei ratti che anche lo stesso Orwell condivideva). Lo scrittore fa anche riferimento alla mancanza di un vero sentimento religioso, dicendo che “per gli spagnoli, almeno quelli in Catalogna e Aragona, la Chiesa era una vera e propria associazione a delinquere”. Quindi pensa che il Cristianesimo sia stato sostituito dall'anarchismo. Nel resto del capitolo si racconta di diverse operazioni a cui prese parte Orwell: per esempio, avanzando silenziosamente verso le linee dei nazionalisti di notte.

### Capitolo sei
Una di queste operazioni, che nel capitolo cinque era stata posposta, è l'attacco a Huesca, finalizzato ad allontanare le truppe fasciste dalla strada di Jaca dove avverrà l'attacco degli anarchici. Orwell descrive l'attacco di quella notte in cui il suo gruppo di quindici uomini cattura una posizione fascista, ma poi ritorna alle proprie linee dopo essersi impossessato di fucili e munizioni e dopo essere riuscito a mobilitare le truppe fasciste.

### Capitolo sette
In questo capitolo Orwell ci lascia alcuni ricordi dei 115 giorni trascorsi al fronte e riconosce che i suoi pensieri politici stanno lentamente cambiando: sta diventando un “convinto socialista democratico”.

### Capitolo otto
Nell'ottavo capitolo si descrive il cambiamento nell'atmosfera sociale e politica che Orwell avverte al ritorno a Barcellona dopo tre mesi al fronte. Egli descrive l'assenza della precedente atmosfera rivoluzionaria, la riaffermazione delle differenze tra classi ricche e povere e il ritorno del linguaggio servile. Orwell è determinato a lasciare il POUM e afferma che gli piacerebbe unirsi agli anarchici, tuttavia cerca una raccomandazione per potere partecipare alla Colonna Internazionale comunista, per potere andare sul fronte di Madrid. La seconda metà del capitolo è spesa a descrivere i conflitti tra l'organizzazione sindacale anarchica CNT e la socialista Unión General de Trabajadores (UGT), la conseguente cancellazione della manifestazione del primo maggio e le premesse degli scontri cittadini di Barcellona.

### Capitolo nove
Nel nono capitolo, Orwell ci racconta del suo coinvolgimento negli scontri di Barcellona che iniziano il 3 maggio, quando le Guardie d'Assalto (formazioni militari comuniste bolsceviche) del governo, governato da socialisti legati a Mosca, tentano di impossessarsi della centrale telefonica controllata dai lavoratori del CNT. Orwell si comporta da membro del POUM, controllando armato un'abitazione del partito. Sebbene si renda conto di stare combattendo per i lavoratori, ci descrive il suo sbigottimento per la situazione in città. Nella seconda appendice spiega le questioni politiche relative ai combattimenti di Barcellona, sia per come li vedeva allora, sia per come li considerò in seguito.

### Capitolo dieci
Il capitolo inizia con delle riflessioni su come potrebbe finire la guerra: Orwell pensa che, anche se vincesse il Fronte Popolare, la tendenza del futuro governo dovrà comunque essere pseudo-fascista. Egli ritorna al fronte, ma dopo pochi giorni viene colpito da una pallottola che gli attraversa la gola. Per questo deve abbandonare la guerra e dopo essere stato temporaneamente ricoverato all'ospedale di Lleida, viene trasferito a Tarragona dove la sua ferita viene finalmente esaminata più di una settimana dopo aver lasciato il fronte.

### Capitolo undici
Nel capitolo undicesimo, Orwell ci parla dei vari spostamenti tra gli ospedali di Siétamo, Barbastro e Monzón per ottenere i documenti per il congedo, dopo essere stato dichiarato non idoneo a combattere. Così ritorna a Barcellona, ma scopre che il POUM è stato soppresso ed egli è ricercato dai comunisti. Quindi passa la notte tra le rovine di una chiesa, dato che non può ritornare in albergo per il pericolo di essere arrestato.

### Capitolo dodici
Nel dodicesimo capitolo descrive le persecuzioni politiche e la paura di queste; Orwell e sua moglie visitano George Kopp, che si trova in una prigione improvvisata. Dopo aver fatto tutto ciò che può per liberare Kopp, molto poco ma a grande rischio personale, lascia la Spagna anche “grazie all'inefficienza della polizia”.

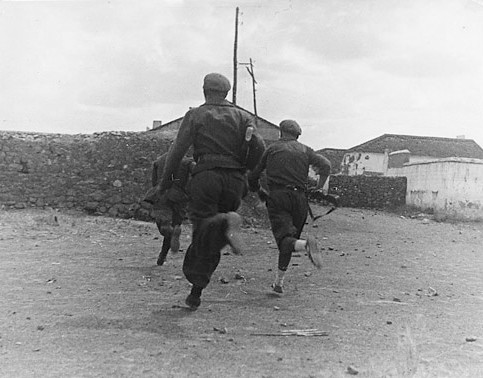
Miliziani repubblicani nel 1937 durante la guerra civile

### Appendice uno
Questa sezione descrive i punti di vista dei partiti spagnoli più influenti a Barcellona: il PSUC (partito socialista unificato catalano, che col proseguire della guerra diventa sempre più legato al PCE, il Partito Comunista di Spagna), gli Anarchici del CNT-FAI, e il POUM. La fondamentale differenza tra il PSUC e gli Anarchici insieme al POUM è che il primo era controrivoluzionario (sosteneva che prima di dar luogo a una rivoluzione sociale bisognava vincere la guerra contro il fascismo e quindi ci si doveva accontentare “temporaneamente” di mantenere la repubblica democratica) mentre i secondi erano rivoluzionari (sostenevano che la guerra era inseparabile dalla rivoluzione e che per i lavoratori la repubblica democratica sarebbe equivalsa al fascismo).

### Appendice due
Questo capitolo si può considerare come un tentativo di sfatare i miti della stampa straniera (specialmente quella filosovietica) a proposito degli scontri di Barcellona del maggio 1937. Questi avvennero tra i membri del POUM e degli anarchici contro le forze comuniste/governative che li causarono quando la polizia locale occupò la centrale telefonica, che dall'inizio della guerra civile era gestita dagli operai della CNT. Al contrario, secondo il governo spagnolo, influenzato dai comunisti, e quindi secondo la stampa estera, fu il POUM, accusato di complottare con i fascisti, a causare deliberatamente gli scontri di Barcellona.

## Edizioni italiane
- Omaggio alla Catalogna, traduzione di e breve introduzione di Giorgio Monicelli, Collana Ingrandimenti n.21, Verona, Arnoldo Mondadori Editore, dicembre 1948,  p. 224.
- Omaggio alla Catalogna, introduzione di Mario Maffi, Collana Oscar Documenti n.101, Milano, Mondadori, 1982.
- Omaggio alla Catalogna, Collezione i gabbiani n.7, Milano, Il Saggiatore, 1964.
- Omaggio alla Catalogna, traduzione di Riccardo Duranti, Collana Classici Moderni, Oscar Mondadori, 1993,  pp. 268, cap. 12 + 2 Appendici, ISBN 978-88-04-50984-4.

## Cinema
Pur non avendone realizzato una vera versione cinematografica, il regista Ken Loach si è largamente ispirato al testo di Orwell quando nel 1995 ha realizzato il film Terra e libertà, con Ian Hart e Rosana Pastor.